# Rollo (Burkina Faso)
Rollo ist sowohl eine Gemeinde (französisch commune rurale) als auch ein dasselbe Gebiet umfassendes Departement im westafrikanischen Staat Burkina Faso, in der Region Centre-Nord und der Provinz Bam. Die Gemeinde hat in 20 Dörfern und vier Sektoren des Hauptorts 26.722 Einwohner.